# 1%の奇跡
『1%の奇跡』（いちパーセントのきせき、【原題】1%のあること）は、韓国のテレビドラマである。原作はヒョン・ゴウンのインターネット小説。

## 2003年版
2003年7月6日から12月28日まで韓国のMBC『日曜朝ドラマ』枠で放送されたテレビドラマである。全26話。
韓国では若い女性を中心にヒットし「日曜日の朝、女子大生を起こすドラマ」と呼ばれた。日本では2005年6月にWOWOWで放映され、その後多くのVOD配信サイトにおいて配信されている。地上波では、CBCで2006年3月に放送。YTVで2006年8月から放送。フジテレビ韓流α枠で2010年10月26日から2010年11月17日まで毎週月曜から金曜15時30分 - 16時53分で放送された。HBCでも2011年1月から放送。

### ストーリー
ある日、キム・ダヒョンは電車の中で老人に席を譲り親切にする。その老人は実は、財閥の会長だった。
会長は“キム・ダヒョンと結婚したものへ遺産相続の権利を与える”と遺言状を書き換えてしまう。そこで会長の孫であるジェインが、ダヒョンとの交際を始める。

### キャスト
- イ・ジェイン：カン・ドンウォン

ソンヒョングループのホテル企画調整室室長
- キム・ダヒョン：キム・ジョンファ

中学校の国語教師。愛称ダダ
- ミン・テハ：イ・ビョンウク

ジェインの従兄で、ソンヒョングループのデパート常務
- ユ・ヒョンジン：ハン・ヘジン

ダヒョンの同級生で、ダヒョンの家に同居する。医者の卵
- キム・ヒョンジュン：キム・スンミン

ソンヒョングループの顧問弁護士
- イ・ジェヨン：キム・ジウ

ジェインの妹。大学院生
- ハン・ジュヒ：ワン・ジヘ

ハンジュ化学の財閥の令嬢。ジェヨンの友人でジェインの事が好き。
- キム・チンマン：チェ・サンフン

ダヒョンの父
- キム・ソヒョン：キョン・ジュン

ダヒョンの兄で、ヒョンジンと同じ病院に勤務する医師
- キム・チュニョン：ホ・ジョンミン

ダヒョンの弟
- イ・ヨンホ：チ・サンニョル

ジェインの部下。ホテル企画調整室部長
- イ・ギュチョル：ピョン・ヒボン

ソンヒョングループ会長。ジェインの祖父
- キム・ドンソク：イ・ヒド

ギュチョルの秘書。ヒョンジュンの父
- ユギョン：シン・ドンミ
- カン・ヒジン：キム・ジユ

### スタッフ
- 演出：チャン・グンス
- 脚本：ヒョン・ゴウン

## 2016年版
2016年10月5日每週水曜日、木曜日の夜9時から韓国の有料放送チャンネルDramaxで放送されたドラマである。全16話。2003年版と同じヒョン・ゴウンが脚本を手掛けた。

### ストーリー
ソヒョングループの後継者として育てられてきたジェインは性格の悪さに周りも手を焼く日々。一方、小学校教師のダヒョンは校外授業中に倒れている老人を見つけ病院に連れていく。その老人こそジェインの祖父でソンヒョングループの会長のイ・ギュチョルだった。イ会長はダヒョンの優しさに感動し、孫のジェインに相続の条件としてダヒョンとの結婚を突き付ける。結婚を拒んだジェインは条件を結婚から6ヶ月間の交際に変えてもらい、ダヒョンもあるお願いを条件に2人は交際を始める。ジェインはダヒョンが祖父を騙したのではないかと疑い、ダヒョンはわがままなジェインに呆れ気味だったが、6ヶ月交際していくうちにお互いが必要な存在である事に気付いていく。

### キャスト
- イ・ジェイン： ハ・ソクジン

幼少時に本家の養子となりソヒョングループの御曹司となる。系列のSHホテルの代表を務めている。
- キム・ダヒョン：チョン・ソミン

心優しく面倒見の良い小学校教師。愛称は「ダダ」。
- ミン・テハ：キム・ヒョンミン

ジェインの従兄弟でライバル。SHモールの経営を任されている。
- チョン・ヒョンジン：イム・ドユン

ダヒョンの中学からの親友。セレクトショップを経営している。
- ハン・ジュヒ：ソ・ウンチェ

ハンジュ化学の財閥の令嬢。ジェインとの政略結婚を目論みダヒョンを貶めようとする。
- ジス：ペク・スンホン

新人アイドル。ダヒョンが支援する保育園の出身で売り出し中のジスの後援会長をダヒョンが務めている。
- スジョン：イ・ヘイン

ジェインの義理の妹。留学中だったが帰国し、ジスに憧れアイドルを目指す。
- カン・セヒ：イ・カニ

ジェインの継母。血の繋がりは無いがジェインを後継者として育て上げる。
- イ・ギュチョル：チュ・ジンモ

ジェインの祖父。ソヒョングループの会長とは思えぬボロボロの格好で倒れているところをダヒョンに助けられる。

### スタッフ
- 演出：カン・チョルウ
- 脚本：ヒョン・ゴウン